# Bóng gậy tại Đại hội Thể thao Đông Nam Á 2023
Cricket tại Đại hội Thể thao Đông Nam Á 2023 được tổ chức tại Sân Cricket AZ, Phnôm Pênh, từ ngày 29 tháng 4 đến ngày 16 tháng 5 năm 2023. Bốn nội dung cricket khác nhau sẽ được tranh tài.
Mặc dù cricket ở Campuchia tương đối ít được biết đến, môn thể thao này đã được đưa vào các môn thể thao tại Sea Games 32 sau khi vận động hành lang từ Liên đoàn Cricket Campuchia và Hội đồng Cricket Châu Á.

## Các quốc gia tham dự
| Quốc gia    | Nam | Nam | Nam | Nam     | Nữ  | Nữ  | Nữ  | Nữ      |
| Quốc gia    | 6s  | T10 | T20 | 50-over | 6s  | T10 | T20 | 50-over |
| ----------- | --- | --- | --- | ------- | --- | --- | --- | ------- |
| Campuchia   | Yes | Yes | Yes | Yes     | Yes | Yes | Yes | Yes     |
| Indonesia   | Yes | No  | Yes | Yes     | Yes | No  | Yes | Yes     |
| Malaysia    | No  | Yes | Yes | Yes     | No  | Yes | Yes | Yes     |
| Myanmar     | No  | No  | No  | No      | Yes | No  | Yes | Yes     |
| Philippines | Yes | Yes | Yes | No      | Yes | Yes | Yes | No      |
| Singapore   | Yes | Yes | Yes | No      | Yes | Yes | Yes | No      |
| Thái Lan    | No  | Yes | Yes | Yes     | No  | Yes | Yes | Yes     |

Đội tuyển cricket quốc gia Việt Nam đã rút lui sau khi không đảm bảo được nguồn tài trợ.

## Các huy chương
| Event        | Vàng | Bạc | Đồng |
| ------------ | --- | --- | --- |
| Nam 6-a-side | Singapore · Aahan Gopinath Achar · Abdul Rahman Bhadelia · Adwitya Bhargava · Mahiyu Bhatia · Aman Desai · Avi Dixit · Rezza Gaznavi · Anantha Krishna · Amjad Mahboob · Anish Paraam · Navin Param · Utsav Rakshit · Rohan Rangarajan · Raoul Sharma · Venkatesan Thiyanesh                                                                           | Campuchia · Etienne Beukes · Phon Bunthean · Luqman Butt · Sahaj Chadha · Gulam Chughtai · Sharwan Godara · Lakshit Gupta · Uday Hathinjar · Utkarsh Jain · Anish Prasad · Chanthoeun Rathanak · Te Senglong · Ram Sharan · Salvin Stanly · Pel Vannak                                                                                                 | Philippines · Jordan Alegra · Josef Doctora · Richard Goodwin · Jonathan Hill · Ryan Hutton · Hern Isorena · Haider Kiani · Kepler Lukies · Robert Mitchell · Miggy Podosky · Grant Russ · Amanpreet Sirah · Daniel Smith · Neil Smith · Henry Tyler                                                                                        |
| Nam T10      | Campuchia · Etienne Beukes · Phon Bunthean · Luqman Butt · Sahaj Chadha · Gulam Chughtai · Sharwan Godara · Uday Hathinjar · Utkarsh Jain · Anish Prasad · Chanthoeun Rathanak · Te Senglong · Ram Sharan · Salvin Stanly · Pel Vannak | Malaysia · Muhammad Amir · Wan Azam · Syed Aziz · Ahmad Faiz · Syazrul Idrus · Aslam Khan · Sharvin Muniandy · Nazril Rahman · Fitri Sham · Pavandeep Singh · Virandeep Singh · Muhamad Syahadat · Vijay Unni · Muhammad Wafiq] · Zubaidi Zulkifle | Singapore · Aahan Gopinath Achar · Abdul Rahman Bhadelia · Adwitya Bhargava · Mahiyu Bhatia · Aman Desai · Avi Dixit · Rezza Gaznavi · Anantha Krishna · Amjad Mahboob · Anish Paraam · Navin Param · Utsav Rakshit · Rohan Rangarajan · Raoul Sharma · Venkatesan Thiyanesh                                                                |
| Nam T20      | Campuchia · Etienne Beukes · Phon Bunthean · Luqman Butt · Sahaj Chadha · Gulam Chughtai · Sharwan Godara · Lakshit Gupta · Uday Hathinjar · Utkarsh Jain · Anish Prasad · Chanthoeun Rathanak · Te Senglong · Ram Sharan · Salvin Stanly · Pel Vannak                                                                                                 | Malaysia · Muhammad Amir · Wan Azam · Syed Aziz · Ahmad Faiz · Syazrul Idrus · Aslam Khan · Sharvin Muniandy · Nazril Rahman · Fitri Sham · Pavandeep Singh · Virandeep Singh · Muhamad Syahadat · Vijay Unni · Muhammad Wafiq · Zubaidi Zulkifle | Singapore · Aahan Gopinath Achar · Abdul Rahman Bhadelia · Adwitya Bhargava · Mahiyu Bhatia · Aman Desai · Avi Dixit · Rezza Gaznavi · Anantha Krishna · Amjad Mahboob · Anish Paraam · Navin Param · Utsav Rakshit · Rohan Rangarajan · Raoul Sharma · Venkatesan Thiyanesh                                                                |
| Nam 50-overs | Campuchia · Etienne Beukes · Phon Bunthean · Luqman Butt · Sahaj Chadha · Gulam Chughtai · Sharwan Godara · Lakshit Gupta · Uday Hathinjar · Utkarsh Jain · Anish Prasad · Chanthoeun Rathanak · Te Senglong · Ram Sharan · Salvin Stanly · Pel Vannak                                                                                                 | Malaysia · Muhammad Amir · Wan Azam · Syed Aziz · Ahmad Faiz · Syazrul Idrus · Aslam Khan · Sharvin Muniandy · Nazril Rahman · Fitri Sham · Pavandeep Singh · Virandeep Singh · Muhamad Syahadat · Vijay Unni · Muhammad Wafiq · Zubaidi Zulkifle | Thái Lan · Chaloemwong Chatphaisan · Sorawat Desungnoen · Sittipong Hongsi · Chiraphong Liangwichian · Khanitson Namchaikul · Narawit Nuntarach · Chanchai Pengkumta · Satarut Rungrueang · Yodsak Saranonnakkun · Nopphon Senamontree · Kamron Senamontree · Vichanath Singh · Phiriyapong Suanchuai · Kiatiwut Suttisan · Sirawit Takanta |
| Nữ 6-a-side  | Indonesia · Andriani · Yulia Anggraeni · Mia Arda Leta · Ni Kadek Ariani · Maria Corazon Konjep Wombaki · Ni Luh Ketut Wesika Ratna Dewi · Sang Ayu Nyoman Maypriani · Rahmawati Dwi Pangestuti · Berlian Duma Pare · Lie Qiao · Ni Wayan Sariani · Ni Kadek Fitria Rada Rani · Ni Putu Ayu Nanda Sakarini · Laili Salsabila · Ni Made Putri Suwandewi | Philippines · Jennifer Alumbro · Jhon Andreano · Josie Arimas · Shanilyn Asis · Catherine Bagaoisan · Jona Eguid · Joelle Galapin · Mar Mandia · Johannah McCall · Lolita Olagiure · Romela Osabel · Riza Penalba · April Saquilon · Simran Sirah · Alex Smith                                                                                         | Myanmar · Htet Aung · Thae Thae Aung · Lin Htun · Zin Kyaw · Zon Lin · Aye Moe · Khin Myat · Wa Thone Nadi · Htwe Neaung · Pan Ei Phyu · Thae Thae Po · May San · Theint Soe · Zar Thoon · Zar Win |
| Nữ T10       | Thái Lan · Nattaya Boochatham · Nanthita Boonsukham · Naruemol Chaiwai · Natthakan Chantam · Sunida Chaturongrattana · Onnicha Kamchomphu · Rosenanee Kanoh · Nannapat Koncharoenkai · Suleeporn Laomi · Banthida Leephatthana · Phannita Maya · Thipatcha Putthawong · Chanida Sutthiruang · Aphisara Suwanchonrathi · Sornnarin Tippoch              | Philippines · Jennifer Alumbro · Jhon Andreano · Josie Arimas · Shanilyn Asis · Catherine Bagaoisan · Jona Eguid · Joelle Galapin · Mar Mandia · Johannah McCall · Lolita Olagiure · Romela Osabel · Riza Penalba · April Saquilon · Simran Sirah · Alex Smith                                                                                         | Malaysia · Nik Nur Atiela · Christina Baret · Winifred Duraisingam · Aisya Eleesa · Mas Elysa · Ainna Hamizah Hashim · Elsa Hunter · Jamahidaya Intan · Mahirah Izzati Ismail · Wan Julia · Dhanusri Muhunan · Aina Najwa · Nur Arianna Natsya · Nur Dania Syuhada · Yusrina Yaakop                                                         |
| Nữ T20       | Thái Lan · Nattaya Boochatham · Nanthita Boonsukham · Naruemol Chaiwai · Natthakan Chantam · Sunida Chaturongrattana · Onnicha Kamchomphu · Rosenanee Kanoh · Nannapat Koncharoenkai · Suleeporn Laomi · Banthida Leephatthana · Phannita Maya · Thipatcha Putthawong · Chanida Sutthiruang · Aphisara Suwanchonrathi · Sornnarin Tippoch              | Indonesia · Andriani · Yulia Anggraeni · Mia Arda Leta · Ni Kadek Ariani · Maria Corazon Konjep Wombaki · Ni Luh Ketut Wesika Ratna Dewi · Sang Ayu Nyoman Maypriani · Rahmawati Dwi Pangestuti · Berlian Duma Pare · Lie Qiao · Ni Wayan Sariani · Ni Kadek Fitria Rada Rani · Ni Putu Ayu Nanda Sakarini · Laili Salsabila · Ni Made Putri Suwandewi | Malaysia · Nik Nur Atiela · Christina Baret · Winifred Duraisingam · Aisya Eleesa · Mas Elysa · Ainna Hamizah Hashim · Elsa Hunter · Jamahidaya Intan · Mahirah Izzati Ismail · Wan Julia · Dhanusri Muhunan · Aina Najwa · Nur Arianna Natsya · Nur Dania Syuhada · Yusrina Yaakop                                                         |
| Nữ 50-overs  | Thái Lan · Nattaya Boochatham · Nanthita Boonsukham · Naruemol Chaiwai · Natthakan Chantam · Sunida Chaturongrattana · Onnicha Kamchomphu · Rosenanee Kanoh · Nannapat Koncharoenkai · Suleeporn Laomi · Banthida Leephatthana · Phannita Maya · Thipatcha Putthawong · Chanida Sutthiruang · Aphisara Suwanchonrathi · Sornnarin Tippoch              | Indonesia · Andriani · Yulia Anggraeni · Mia Arda Leta · Ni Kadek Ariani · Maria Corazon Konjep Wombaki · Ni Luh Ketut Wesika Ratna Dewi · Sang Ayu Nyoman Maypriani · Rahmawati Dwi Pangestuti · Berlian Duma Pare · Lie Qiao · Ni Wayan Sariani · Ni Kadek Fitria Rada Rani · Ni Putu Ayu Nanda Sakarini · Laili Salsabila · Ni Made Putri Suwandewi | Malaysia · Nik Nur Atiela · Christina Baret · Winifred Duraisingam · Aisya Eleesa · Mas Elysa · Ainna Hamizah Hashim · Elsa Hunter · Jamahidaya Intan · Mahirah Izzati Ismail · Wan Julia · Dhanusri Muhunan · Aina Najwa · Nur Arianna Natsya · Nur Dania Syuhada · Yusrina Yaakop                                                         |

## Bảng huy chương
| Hạng               | Đoàn               | Vàng | Bạc | Đồng | Tổng số |
| ------------------ | ------------------ | ---- | --- | ---- | ------- |
| 1                  | Campuchia          | 3    | 1   | 0    | 4       |
| 2                  | Thái Lan           | 3    | 0   | 1    | 4       |
| 3                  | Indonesia          | 1    | 2   | 1    | 4       |
| 4                  | Singapore          | 1    | 0   | 2    | 3       |
| 5                  | Malaysia           | 0    | 3   | 3    | 6       |
| 6                  | Philippines        | 0    | 2   | 0    | 2       |
| 7                  | Myanmar            | 0    | 0   | 1    | 1       |
| Tổng số (7 đơn vị) | Tổng số (7 đơn vị) | 8    | 8   | 8    | 24      |